# Maximilian von Schenckendorff
Maximilian von Schenckendorff, noto anche con lo pseudonimo di Max (Prenzlau, 24 febbraio 1875 – Krummhübel, 6 luglio 1943), è stato un generale tedesco della Wehrmacht durante la seconda guerra mondiale.

## Biografia
Fu il comandante dei reparti addetti alla sicurezza posti alle dipendenze dell'Heeresgruppe Mitte dal marzo 1941 fino alla sua morte. È noto soprattutto per aver organizzato la conferenza di Mogilev, in cui gli ufficiali della Wehrmacht e delle SS hanno discusso delle tattiche di "combattimento dei banditi", ovvero l'omicidio di massa di ebrei e altri nemici reali o presunti. La conferenza ha provocato un'intensificazione del genocidio che era già in corso.

### Operazioni di sicurezza nell'Unione Sovietica occupata
L'aggressiva politica sulla sicurezza delle retrovie della Wehrmacht e l'uso della "minaccia alla sicurezza" per mascherare le politiche di genocidio, portarono a una stretta cooperazione tra l'esercito e l'apparato di sicurezza dietro le linee del fronte durante l'Operazione Barbarossa, l'invasione tedesca dell'Unione Sovietica del 1941. Schenckendorff ha organizzato una conferenza sul campo di tre giorni a Mogilev per creare uno "scambio di esperienze" tra i comandanti delle retrovie della Wehrmacht. Gli ufficiali partecipanti sono stati selezionati sulla base dei loro "risultati ed esperienze" nelle operazioni di sicurezza già intraprese; tra i partecipanti c'erano rappresentanti dell'Alto Comando dell'Esercito e del Gruppo d'Armate Centro.
La conferenza iniziò il 24 settembre e si concentrò sul "combattimento dei partigiani" (Bekämpfung von Partisanen) e rifletteva le opinioni di Schenckendorff sulla necessità di sradicare totalmente la resistenza all'occupazione tedesca come unico modo per proteggere il territorio dietro gli eserciti. I colloqui presentati includevano la valutazione delle organizzazioni e delle tattiche dei "banditi" sovietici ed il perché fosse necessario uccidere i commissari politici immediatamente dopo la cattura e ottenere informazioni dai collaboratori locali.
Tra i relatori: Arthur Nebe, comandante dell'Einsatzgruppen B; Erich von dem Bach-Zelewski, Comandante delle SS e della Polizia; Max Montua, comandante del Reggimento di Polizia Centro; Hermann Fegelein, comandante della brigata di cavalleria delle SS; e Gustav Lombard, comandante del 1º reggimento di cavalleria SS. Il discorso di Nebe si è incentrato sul ruolo dell'SD nella lotta comune contro "partigiani" e "predoni". Si è occupato anche della "questione ebraica", con particolare riguardo al movimento antipartigiano.
La conferenza comprendeva tre esercitazioni sul campo. Il secondo giorno, i partecipanti si sono recati all'insediamento di Knjaschitschi. Secondo il rapporto successivo, gli "stranieri sospetti" (Ortsfremde), cioè i "partigiani", non sono stati trovati ma lo screening della popolazione ha rivelato cinquantuno civili ebrei, di cui trentadue fucilati. Un riassunto esecutivo di 16 pagine della conferenza è stato distribuito alle truppe della Wehrmacht e alle unità di polizia nella zona posteriore. La conferenza, sebbene apparentemente un "addestramento antipartigiano", provocò un drammatico aumento delle atrocità contro ebrei e altri civili negli ultimi tre mesi del 1941.
Schenckendorff morì il 6 luglio 1943 durante una vacanza a Karpacz nei Monti dei Giganti per un attacco di cuore.